# 牛栏江镇
牛栏江镇是中国云南省昆明市嵩明县下辖的一个镇。

## 行政区划
牛栏江镇共辖16个行政村，分别是：
四营村、罗帮村、海潮村、上马坊村、下马坊村、老猴街村、腰站村、花窝村、大箐村、小新街村、阿里塘村、果子园村、河西村、古城村、水海村、荒田村。